# 1996 XB3
1996 XB3 är en asteroid i huvudbältet som upptäcktes den 3 december 1996 av den japanska astronomen Takao Kobayashi vid Ōizumi-observatoriet.
Asteroiden har en diameter på ungefär 4 kilometer och den tillhör asteroidgruppen Nysa.